# Satariel
Satariel är ett svenskt death metal-band, bildat 1993 i Boden.

## Medlemmar
Nuvarande medlemmar
- Pär Johansson – sång (1993– )
- Magnus Alakangas – gitarr, synthesizer, programmering (1993– )
- Mikael Granbacke – basgitarr (1993– )
- Mikael Granqvist – trummor (1994), gitarr, bakgrundssång (1994–2007, 2012– )
- Robert "Zoid" Sundelin – trummor (1997– )

Tidigare medlemmar
- Mats Ömalm – gitarr
- Andreas Nilzon – trummor (1994–1997; död 2016)
- Henrik Åberg – gitarr (1995)
- Fredrik Andersson – gitarr (1996)
- Simon Johansson – gitarr (2007–2012)

## Diskografi
Demo
- 1993 – Thy Heavens Fall
- 1994 – Desecration Black
- 1995 – Hellfuck
- 1996 – Promo 96
- 2000 – Promo 2000

Studioalbum
- 1998 – Lady Lust Lilith
- 2002 – Phobos & Deimos
- 2005 – Hydra

EP
- 2007 – Chifra
- 2014 – White Ink: Chapter 1